# خانه حاجی صادق
خانه حاجی صادق مربوط به دوره قاجار است و در ندوشن، محله قلعه، جنب مسجد قلعه واقع شده و این اثر در تاریخ ۱۱ مرداد ۱۳۸۴ با شمارهٔ ثبت ۱۲۳۷۱ به‌عنوان یکی از آثار ملی ایران به ثبت رسیده است.